# 베티스 데포르티보 발롬피에
베티스 데포르티보 발롬피에(스페인어: Betis Deportivo Balompié)는 안달루시아 주 세비야를 연고로 하는 스페인의 축구단이다. 1942년에 창단된 이 구단은 레알 베티스의 2군팀으로 현재 프리메라 페데라시온 2조에 속해 있고, 3,000명을 수용할 수 있는 루이스 델 솔 훈련장의 구장에서 안방 경기를 치른다.
스페인의 리그 체계 특성상, 2군 구단도 1군 구단과 마찬가지로 프로 축구 리그에 참가한다. 그러나, 2군 구단은 1군 구단 바로 아래 리그까지만 승격이 제한되어 있다.
2군은 코파 델 레이에 참가할 수 없게 1980년대부터 개정되었다. 더 나아가, 23세 이하이거나 25세 이하이면서 프로 계약을 맺은 선수들만 1군과 2군에서 동시에 활약할 수 있다.

## 선수 명단

### 현역
참고: FIFA 자격 규정에 따라 소속된 국가대표팀 국기를 표시합니다. 선수는 복수의 FIFA 비회원국 국적을 가지고 있을 수 있습니다.
| 번호 | 포지션 | 국적     | 이름                |
| ---- | ------ | -------- | ------------------- |
| 1    | GK     | 포르투갈 | 길레르메 페르난데스 |
| 11   | FW     | 세네갈   | 술레이만 페이       |

| 번호 | 포지션 | 국적   | 이름        |
| ---- | ------ | ------ | ----------- |
| -    | DF     | 세네갈 | 노벨 멘디   |
| -    | MF     | 가나   | 마울리 멘사 |

## 역대 감독
| 감독        | 임기        |
| ----------- | ----------- |
| 파코 차파로 | 2005 ~ 2007 |
| 파코 차파로 | 2007        |